# کنزینگتون جنوبی (فیلم)
کنزینگتون جنوبی (انگلیسی: South Kensington) فیلمی در ژانر کمدی رمانتیک است که در سال ۲۰۰۱ منتشر شد. از بازیگران آن می‌توان به روپرت اورت، ژودیت گدرش، الی مک‌فرسن، سینا میلر، جوزپه دِ رُزا و ژان-کلود برایلی اشاره کرد.